# Vila Augusta (Guarulhos)
Vila Augusta é um bairro administrativo brasileiro do município de Guarulhos, em São Paulo, localizado no distrito sede do município. Seus bairros limítrofes são Centro, Gopoúva, Itapegica, Porto da Igreja e Ponte Grande.
De acordo com IBGE, em 2022, haviam 15,403 domícilios e uma população total de 35.319 residentes. O principal ponto turístico do bairro é o Parque Municipal Júlio Fracalanza, com foco na educação e sustentabilidade.

## História
A Vila Augusta é um dos núcleos urbanos centrais mais antigos de Guarulhos. No começo do século XXI, a parte oeste da região onde hoje se encontra o bairro era chamada de "Bairro dos Telles" e a leste de "Palmeiras". Em 1916 foi inaugurada a Estação Vila Augusta, do ramal Guapyra-Guarulhos do Tramway da Cantareira. A estação deu impulso ao desenvolvimento do bairro, tendo ali se desenvolvido a Vila Sorocabana, um bairro residencial criado pela Estrada de Ferro Sorocabana para os empregados da estação. Com o desmonte da linha em 1964, a antiga estrada de ferro deu lugar a Avenida Presidente Humberto de Alencar Castelo Branco, parte do chamado "Anel Viário" de Guarulhos.
De acordo com o historiador Elton Soares, o nome da estação teria sido escolhido devido a uma mulher chamada Augusta, que esquentava marmitas dos trabalhadores que construiam a estação, ainda sem nome. Em homenagem, a estação teria ganhado o nome da mulher, em seguida, o bairro. As ruínas da antiga estação ainda existem frente a parada de ônibus Vila Augusta do Corredor Metropolitano Guarulhos-São Paulo da EMTU.
Em 2022, o Metrô de São Paulo anunciou que a futura Linha 19-Celeste terá uma estação no bairro, de nome homônino, reconectando o local com o restante da metrópole paulista pelo transporte ferroviário após 70 anos.

## Subdivisões
O bairro é composto pelas vizinhanças:
- Vila Moreira
- Campos de Gopoúva
- Vila Dona Antônia
- Vila Antonieta
- Vila Leonor
- Recanto Bom Jesus
- Vila Ristori
- Vila Sorocabana

## Principais vias
Dentre as várias vias do bairro, merecem relevância:
- Avenida Guarulhos - Corta o sul do bairro de leste a oeste. É um grande corredor de veículos, além de alocar inúmeros estabelecimentos bancários e comerciais;

- Avenida Presidente Humberto de Alencar Castelo Branco - Grande avenida paralela à Avenida Guarulhos, até a esquina com a rua Ferreira Paulino, sendo que desta em diante ela forma um 'arco' e atravessa toda a parte oeste do bairro. Também conhecida como Anel Viário. Também possui grande número de estabelecimentos comerciais e de condomínios de classe média-alta;

- Rua Cônego Valadão - Cruza o bairro de norte a sul. Possui grande número de estabelecimentos comerciais, condomínios de classe média-alta e prestadores de serviço.
- Rua Brasílio Lombardi - Cruza o "anel viário" - residencial porém possui alguns comércios, como: Mercearia/Bar e Pet Shop, cercada por condomínios de classe média alta.

## Panorama atual
O bairro é considerado um bairro nobre. Sua área comercial merece destaque, concentrada em suas vias principais, assim como o número de colégios particulares e estabelecimentos ligados a serviços de saúde, públicos e privados. O grande atrativo do bairro é o Parque Júlio Fracalanza, localizado no sudoeste do bairro. O bairro apresenta grande número de indústrias ao longo da rodovia Presidente Dutra. O distrito ainda oferece diversas opções de linhas de ônibus para os principais terminais de São Paulo com as estações Penha e Armênia do Metrô.

### Empreendimentos Condominiais
Principalmente por causa da proximidade com a rodovia Presidente Dutra, com o Centro e com o Internacional Shopping, o bairros está passando por um incentivo imobiliário, atraindo inúmeros empreendimentos verticais voltados para a classe média-alta.